# Return to Innocence
Return to Innocence è un brano musicale del gruppo tedesco Enigma, pubblicato nel 1994.

## Descrizione
Il brano è stato scritto e prodotto da Michael Cretu. Si tratta del primo singolo estratto dal secondo album della band, ossia The Cross of Changes. La canzone è stata registrata presso gli A.R.T. Studios di Ibiza nel 1993. Il singolo è stato diffuso nei formati CD, cassetta e 12".

## Il video
Il video della canzone, che è stato diretto da Julien Temple, parte da un pero cotogno, ove un anziano raccoglie un frutto e improvvisamente si adagia sotto l'albero, poi il tempo man mano comincia andare a ritroso finché l'uomo non si ritrova bambino.

## Tracce
1. Return to Innocence (Radio Edit) – 4:03
2. Return to Innocence (Long & Alive Version) (remixed by Curly M.C. and Jens Gad) – 7:07
3. Return to Innocence (380 Midnight Mix) (remixed by Jens Gad) – 5:55
4. Return to Innocence (Short Radio Edit) – 3:01

## Classifiche
Il singolo rimane in prima posizione per 3 settimane in Norvegia.
| Classifica (1994)                    | Posizione raggiunta |
| ------------------------------------ | ------------------- |
| Germania (Media Control Charts)      | 5                   |
| Italia (FIMI)                        | 12                  |
| Regno Unito (Official Singles Chart) | 3                   |
| Stati Uniti (Billboard Hot 100)      | 4                   |
| Norvegia (VG-lista)                  | 1                   |
| Svezia (Sverigetopplistan)           | 1                   |
| Austria (Ö3 Austria Top 40)          | 4                   |
| Paesi Bassi (Single Top 100)         | 8                   |

### Classifiche di fine anno
| Classifica (1994) | Posizione |
| ----------------- | --------- |
| Italia            | 56        |